# 匍茎沿阶草
匍茎沿阶草（学名：Ophiopogon sarmentosus），为百合科沿阶草属下的一个植物种。